# Fissarena longipes
Espèce
Synonymes
- Hemicloea longipes Hogg, 1896

Fissarena longipes est une espèce d'araignées aranéomorphes de la famille des Trachycosmidae.

## Distribution
Cette espèce est endémique du Territoire du Nord en Australie. Elle se rencontre vers Illamurta.

## Description
La carapace du mâle holotype mesure 5 mm de long sur 4,5 mm et l'abdomen 4,75 mm de long sur 3 mm.
Le mâle décrit par Platnick en 2002 mesure 10 mm.

## Systématique et taxinomie
Cette espèce a été décrite sous le protonyme Hemicloea longipes par Hogg en 1896. Elle est placée dans le genre Fissarena par Platnick en 2002.

## Publication originale
- Hogg, 1896 : « Araneidae. » Report of the Horn expedition to central Australia. 2. Zoology, p. 309-356.